# Tovomita croatii
Tovomita croatii là một loài thực vật có hoa trong họ Bứa. Loài này được Maguire miêu tả khoa học đầu tiên năm 1977.